# Irene Curzon
Irene Curzon, 2nd Baroness Ravensdale, född 1896, död 1966, var en brittisk politiker. 
Hon var Ledamot av överhuset 1958-1966. Hon var en av de tre kvinnor som blev medlemmar av det brittiska överhuset under år 1958, och de blev därmed de första kvinnorna där.